# البريد المجري
البريد المجري (بالمجرية: Magyar Posta Zrt) هو إدارة بريد المجر. إلى جانب تسليم البريد العادي، تقدم أيضًا خدمات لوجستية وخدمات مصرفية وتسويقية.

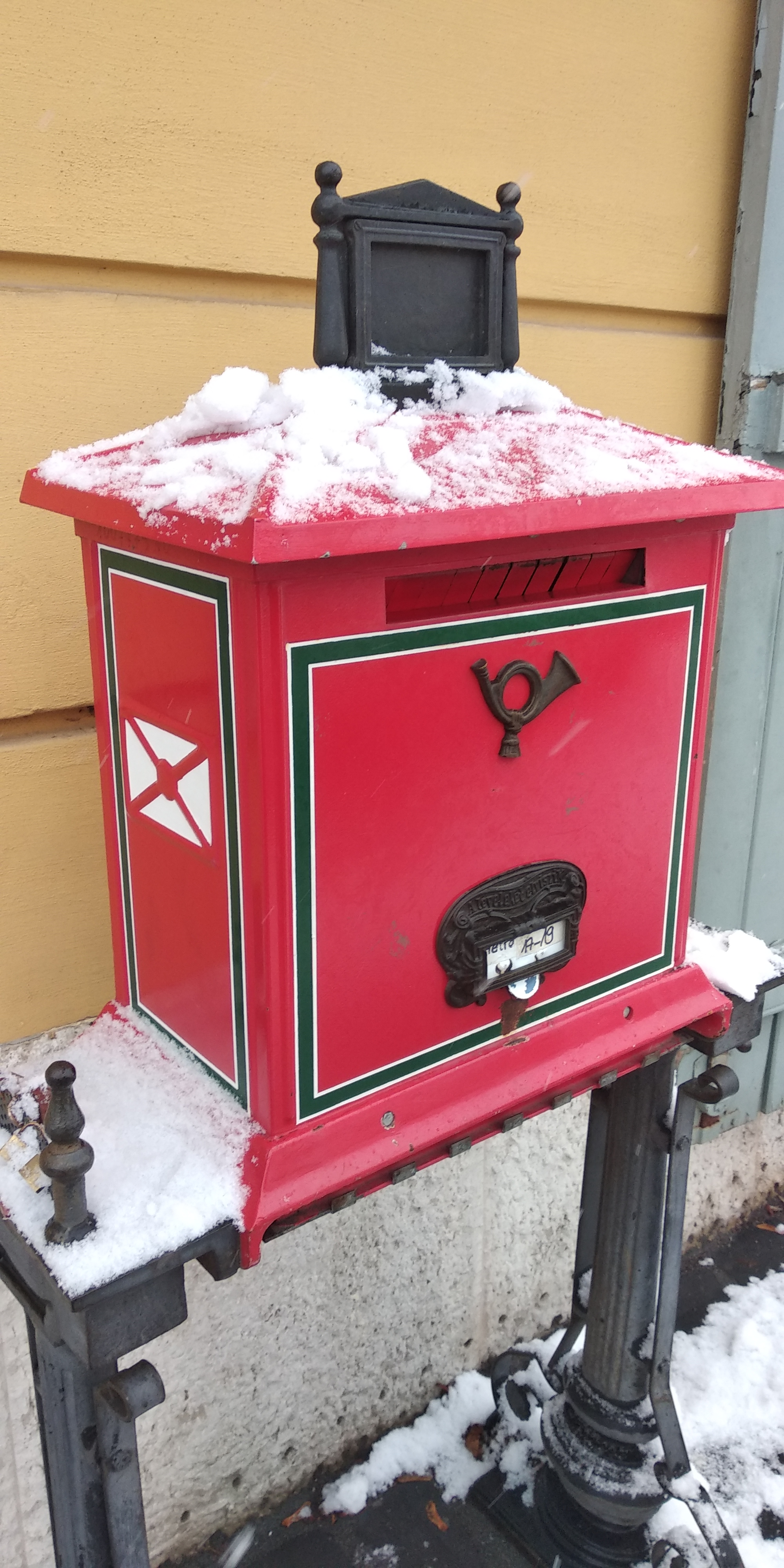
صندوق بريد في بودابست.

## روابط خارجية
- مكتب البريد المجري